# Tichomír
Tichomír (chorvatsky, srbsky a bulharsky Tihomir, maďarsky Tihamér) je mužské křestní jméno slovanského původu, četné zejména v zemích bývalé Jugoslávie a v Bulharsku. Podle chorvatského kalendáře slaví svátek 18. dubna a 3. září.
Sporadicky se vyskytující ženská podoba tohoto jména je Tihomira.

## Domácké podoby
Mezi domácké podoby jména Tichomír patří Tichoš, Tichouš, Tichoň, Tišek, Tiša, Mirda, Mirek apod.

## Počet nositelů
K roku 2014 žilo na světě přibližně 34 212 nositelů jména Tihomir.
| Stát                | Četnost | Pořadí |
| ------------------- | ------- | ------ |
| Bulharsko           | 10 742  | 138.   |
| Srbsko              | 9 078   | 176.   |
| Chorvatsko          | 8 941   | 119.   |
| Bosna a Hercegovina | 1 989   | 452.   |
| Severní Makedonie   | 1 104   | 375.   |
| Černá Hora          | 306     | 398.   |
| Kosovo              | 237     | 1 240. |
| Slovinsko           | 223     | 961.   |

## Vývoj popularity
V dnešní době je jméno Tihomir již mezi novorozenci poměrně vzácné. Největší popularitu mělo v Chorvatsku v 50. až 80. letech 20. století. Nejpopulárnější bylo v roce 1967, kdy jej získalo 3,51 % žijících nositelů tohoto jména. Od roku 1982 začala popularita rychle klesat, v roce 2013 činila pouze 0,04 %.

## Významné osobnosti
- Tichomír Badonič – slovenský anatom
- Tihomir Begić – bosenský básník a novinář
- Tihomir Blaškić – chorvatský generál
- Tihomir Cipek – chorvatský politolog
- Tihomir Dujmović – chorvatský novinář a moderátor
- Tihomir Dunđerović – chorvatský básník
- Tihomir Fileš – chorvatský hudebník
- Tihamér Gyarmathy – maďarský avantgardní malíř
- Tihomir Horvat – chorvatský spisovatel
- Tihomir Jakovina – chorvatský politik
- Tihomir Mačković – srbský herec
- Tichomír Milkin – slovenský katolický kněz
- Tihomir Mišić – velitel Chorvatské rady obrany
- Tichomír Mirkovič – český válečný veterán
- Tihomir Nakić – chorvatský básník
- Tihomir Orešković – chorvatsko-kanadský podnikatel a politik
- Tihomir Petrović – chorvatský profesor hudební teorie
- Tihomir Polanec – chorvatský herec
- Tihomir Preradović – chorvatský hudební skladatel
- Tihomir Šeremešić – chorvatský spisovatel
- Tihomir Šutalo – chorvatský katolický kněz
- Tichomír Torda – slovenský autor článků z fyziologie a biochemie
- Tihomir Trnski – chorvatský politik
- Tihomir Tunuković – chorvatský novinář
- Tihomir Vilović – chorvatský viceadmirál
- Tihamér Vujicsics – maďarský hudebník
- Tihamér Warvasovszky – maďarský politik